# Foveolaria imbricata
Foveolaria imbricata är en mossdjursart som först beskrevs av Busk 1884.  Foveolaria imbricata ingår i släktet Foveolaria och familjen Foveolariidae. Inga underarter finns listade i Catalogue of Life.